# Pedro Godoy Pérez
Pedro Javier Godoy Pérez (Quito, 15 de febrero de 1886-Santiago, 8 de diciembre de 1944) fue un Ingeniero civil y político chileno, que entre julio y septiembre de 1931 se desempeñó como ministro de Educación Pública de su país, durante las vicepresidencias de Pedro Opazo Letelier, Juan Esteban Montero y Manuel Trucco Franzani.

## Familia y estudios
Nació en Quito, Ecuador el 15 de febrero de 1886, hijo del abogado chileno y militante liberal democrático Domingo Godoy Cruz, quien fuera diputado (1873-1876; 1879-1882), embajador (1879; 1882-1884) y ministro de Relaciones Exteriores, Culto y Colonización (1890-1891) en la presidencia de José Manuel Balmaceda, y de la colombiana Victoria Pérez Díaz. Uno de los hermanos de su padre, Joaquín, también abogado y liberal, actuó de igual manera como ministro de Relaciones Exteriores y Colonización y del Interior en la administración de Balmaceda. Su hermano Domingo Joaquín, de profesión abogado, fue ministro de Justicia entre junio y octubre de 1941, y subrogante de Defensa Nacional entre junio y julio del mismo año; con ocasión de la presidencia del radical Pedro Aguirre Cerda. Contrajo matrimonio con Luisa Matte Moreno, teniendo varios hijos, entre ellos, el ingeniero agrónomo Jorge Domingo, quien fuera diputado por Los Andes, San Felipe y Petorca entre 1969 y 1973, representando al Partido Nacional (PN). Por su parte, este fue padre de Carmen, Joaquín y María Luisa; estos últimos, diputado y presentadora de televisión, respectivamente.
Realizó sus estudios primarios y secundarios en el Instituto Nacional. Continuó los superiores en la Facultad de Ciencias Físicas y Matemáticas de la Universidad de Chile, titulándose como ingeniero civil el 20 de junio de 1910.
Se casó con Aurora Lagarrigue Cádiz, hija del escultor Carlos Lagarrigue Alessandri (hermano del filósofo Juan Enrique Lagarrigue Alessandri) y de Rosa Amelia Cádiz Navas. No tuvo descendencia.

## Carrera profesional y política
Inició su actividad profesional ejerciendo como ingeniero de la Dirección General de Obras Públicas (DGOP) del Ministerio de Industria, Obras Públicas y Ferrocarriles y luego actuó como ingeniero en la Armada de Chile y en la Empresa de los Ferrocarriles del Estado (EFE). Además, fue consultor de la empresa estatal Corporación de Fomento de la Producción (Corfo).  Por otra parte, entre 1929 y 1943, se desempeñó como profesor de la materia "resistencia de materiales" en la Escuela de Ingeniería de la Universidad de Chile, y fue representante de dicha casa de estudios ante el Congreso de Ferrocarriles efectuado en Santiago.
De pasado anarquista pero converso al positivismo, sin militancia política partidista y cercano a la izquierda, el 26 de julio de 1931, fue nombrado por el vicepresidente Pedro Opazo Letelier —quién asumió como tal tras la renuncia de Carlos Ibáñez del Campo a la presidencia— como titular del Ministerio de Educación Pública, puesto en el que fue ratificado por los sucesores de Opazo Letelier en la vicepresidencia, Juan Esteban Montero (el 27 de julio) y Manuel Trucco Franzani (el 20 de agosto), ambos militantes radicales. Dejó el cargo ministerial el 3 de septiembre del mismo año, siendo sucedido por el médico Leonardo Guzmán Cortés.
Luego, asumió como decano de la Facultad de Ciencias Físicas y Matemáticas de la Universidad de Chile, hasta 1933. En el desempeño de esa función y en calidad de «decano más antiguo», el 17 de noviembre de 1931, asumió como rector interino de la universidad, producto de la renuncia de Armando Larraguibel. Con motivo de una licencia médica dejó la rectoría universitaria el 25 de abril de 1932, y fue reemplazado por el abogado Juvenal Hernández Jaque. Retornó al Consejo Universitario el 1 de junio del mismo año, sin embargo no retomó el cargo de rector interino.
Fue miembro de la Sociedad de Ingenieros de Chile. Falleció en Santiago de Chile el 8 de diciembre de 1944, a los 58 años.